# شهرستان بام و صفی‌آباد
شهرستان بام و صفی‌آباد یکی از شهرستان‌های استان خراسان شمالی ایران است. مرکز این شهرستان، شهر صفی‌آباد است.

## موقعیت جغرافیایی
شهرستان بام و صفی‌آباد از شمال شرقی با شهرستان فاروج، از شمال غربی تا غرب با شهرستان اسفراین، از جنوب شرقی تا شرق با شهرستان خوشاب استان خراسان رضوی و از جنوب غربی با شهرستان جوین استان خراسان رضوی همسایه است.
== تقسیمات کشوری ==زبان این شهرستان ترکی خراسانی هست
در دومین قانون تقسیمات کشوری ایران (اصلاحیه دی ۱۳۱۶)، بام و صفی‌آباد به عنوان یکی از بخش‌های پنج‌گانه شهرستان سبزوار تعیین شد. به مرور دهستان طبس و دهستان بالاجوین از بخش جغتای سبزوار جدا و ضمیمه بخش بام و صفی‌آباد سبزوار شدند. بدین ترتیب در سال ۱۳۲۹ بخش بام و صفی‌آباد سبزوار متشکل از چهار دهستان مرکزی، بام، طبس و بالاجوین بود. در خرداد ۱۳۳۹ بخش‌های بام و صفی‌آباد و جغتای از شهرستان سبزوار جدا شدند تا به همراه بخش اسفراین از شهرستان بجنورد، شهرستان نوبنیاد اسفراین را تشکیل دهند. دهستان طبس و دهستان بالاجوین به ترتیب در خرداد و دی سال بعد از بخش بام و صفی‌آباد شهرستان اسفراین منفک و به بخش‌های حومه و جغتای شهرستان سبزوار عودت داده شدند. در سال ۱۳۶۹ روستاهای خَرق، آرمود آغاجی، شیرین دره و کلاته باغی از بخش بام و صفی‌آباد شهرستان اسفراین جدا شدند و به بخش فاروج شهرستان قوچان ملحق شدند. در نهایت در تاریخ ۱۲ بهمن ۱۴۰۱ بخش بام و صفی‌آباد از شهرستان اسفراین جدا شد و به شهرستان بام و صفی آباد ارتقا یافت.
در حال حاضر شهرستان بام و صفی‌آباد دارای ۲ بخش، ۴ دهستان و ۱ شهر به شرح زیر است:

### شهرستان بام و صفی‌آباد
| بخش   | مرکز بخش | جمعیت بخش ۱۳۹۵ | نام دهستان | مرکز دهستان | جمعیت دهستان ۱۳۹۵ | شهر              | جمعیت شهر ۱۳۹۵   |
| ----- | -------- | -------------- | ---------- | ----------- | ----------------- | ---------------- | ---------------- |
| مرکزی | صفی‌آباد  | ۹٬۹۸۵ نفر      | دهنه شیرین | دهنه شیرین  | ۳٬۸۸۶ نفر         | صفی‌آباد          | ۳٬۴۲۷ نفر        |
| مرکزی | صفی‌آباد  | ۹٬۹۸۵ نفر      | صفی‌آباد    | الست علیا   | ۲٬۶۷۲ نفر         | صفی‌آباد          | ۳٬۴۲۷ نفر        |
| بام   | بام      | ۶٬۹۰۲ نفر      | بام        | بام         | ۳٬۷۷۲ نفر         | **************** | **************** |
| بام   | بام      | ۶٬۹۰۲ نفر      | ساریگل     | دهنه اجاق   | ۳٬۱۳۰ نفر         | **************** | **************** |

== جمعیت‌شناسی ==زبان مردم این شهرستان ترکی خراسانی هست و
بر پایه سرشماری عمومی نفوس و مسکن در سال ۱۳۹۵، جمعیت شهرستان بام و صفی‌آباد برابر با ۱۶٬۸۷۷ نفر بوده است.

## مشاهیر
- عندلیب صفی‌آبادی سبزواری، شاعر قرن چهاردهم
- ملا محمد حسین خبوشانی صفی‌آبادی سبزواری، فیلسوف قرن سیزدهم[۹]

## جغرافیا

### پوشش گیاهی شهرستان بام و صفی‌آباد

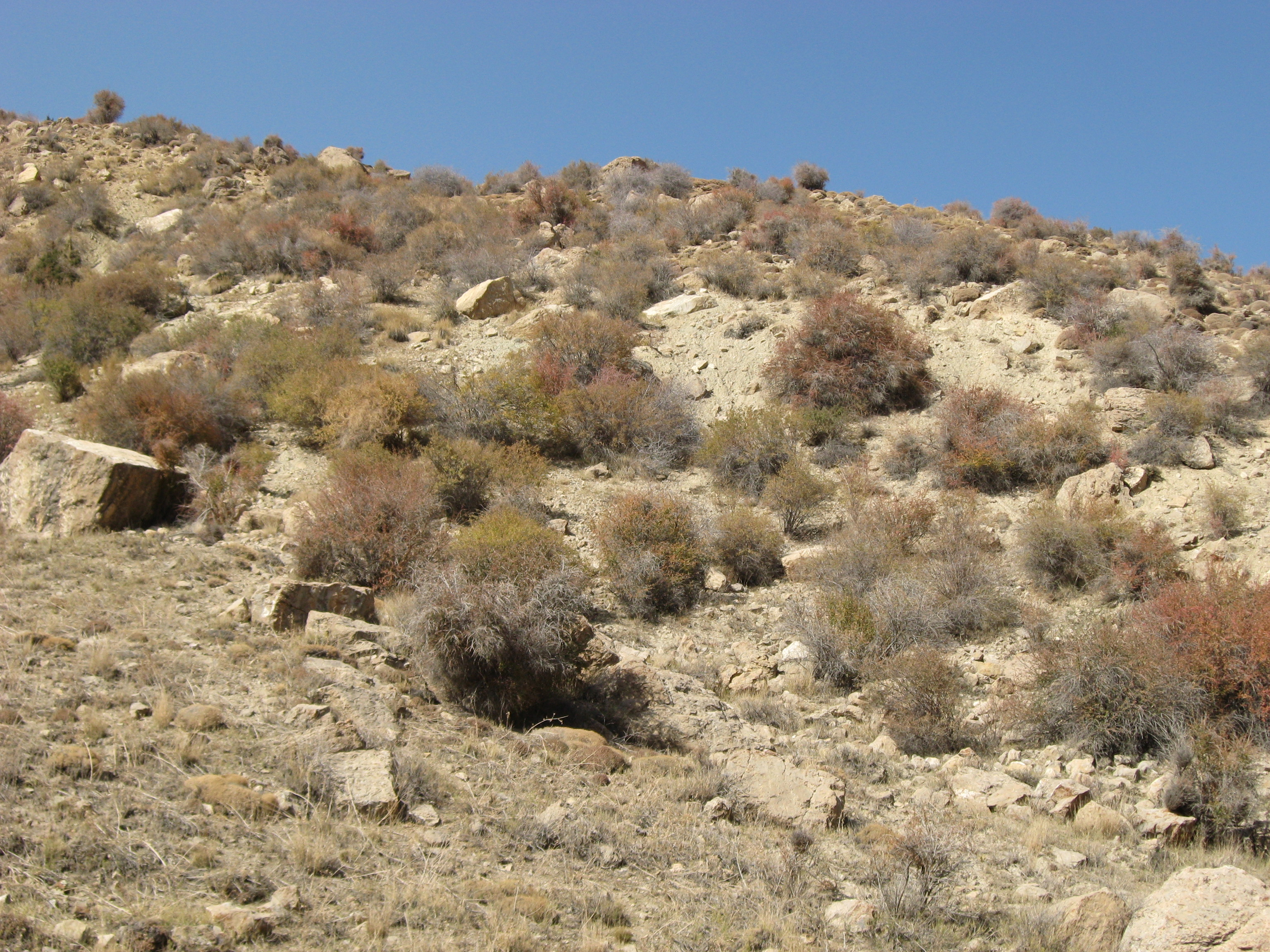
پوشش گیاهی بخش کوهستانی شمال روستای زالی، ۱۳۹

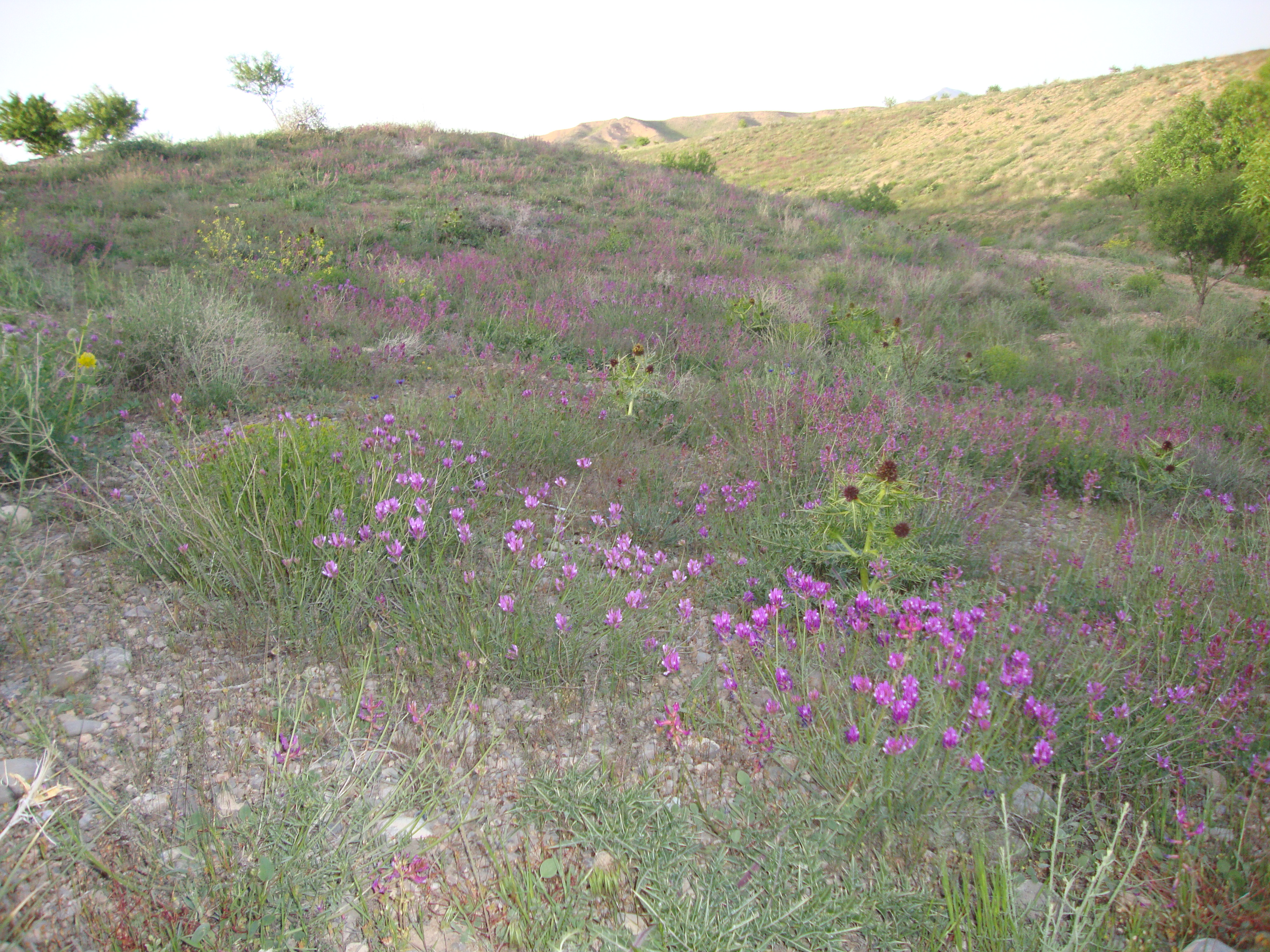
پوشش گیاهی بخش کوهستانی روستای زالی ۱۳۹۱

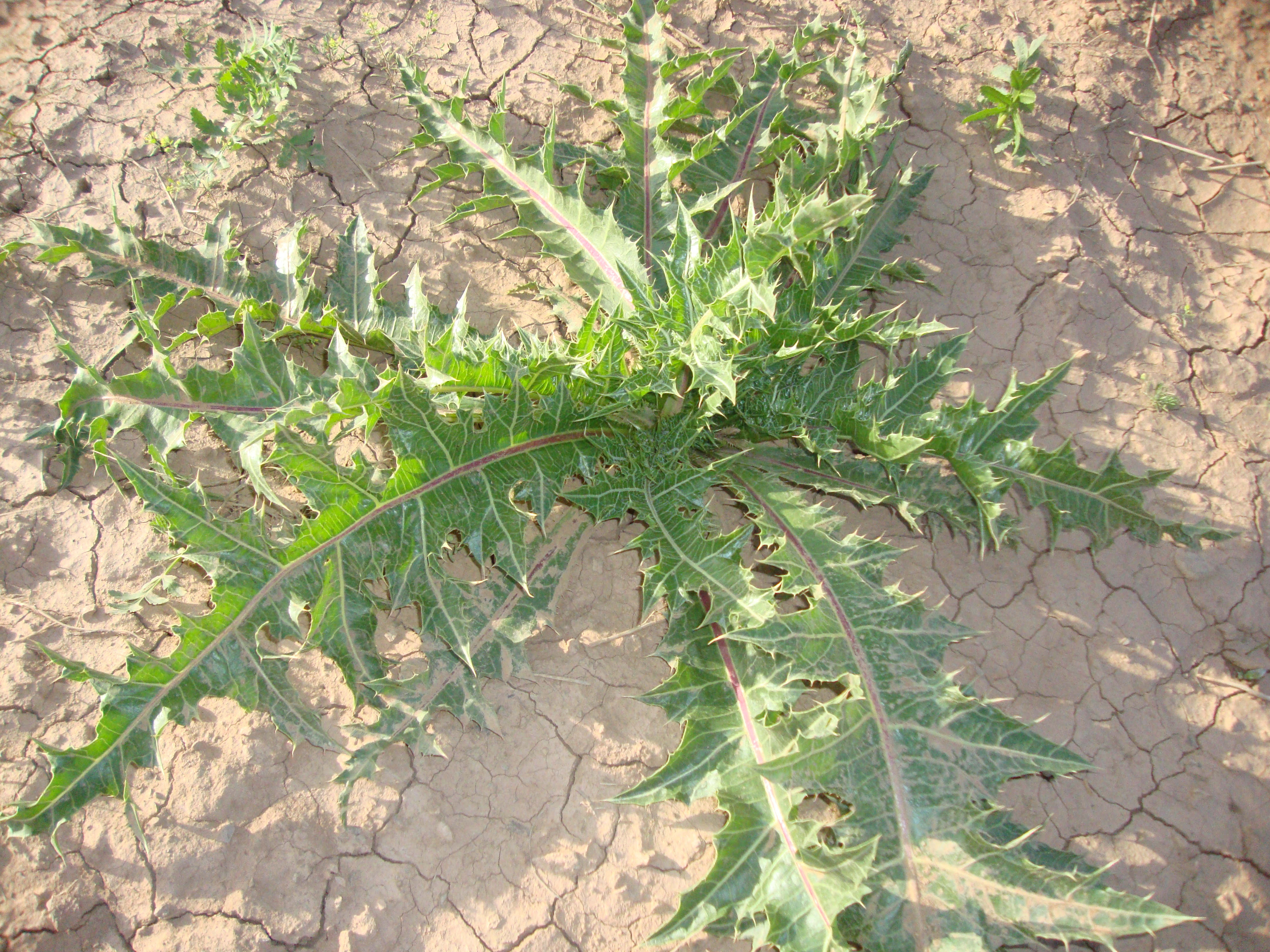
کنگر وحشی از توع ماده ازپوشش گیاهی بخش کوهستانی روستای زالی ۱۳۹۱

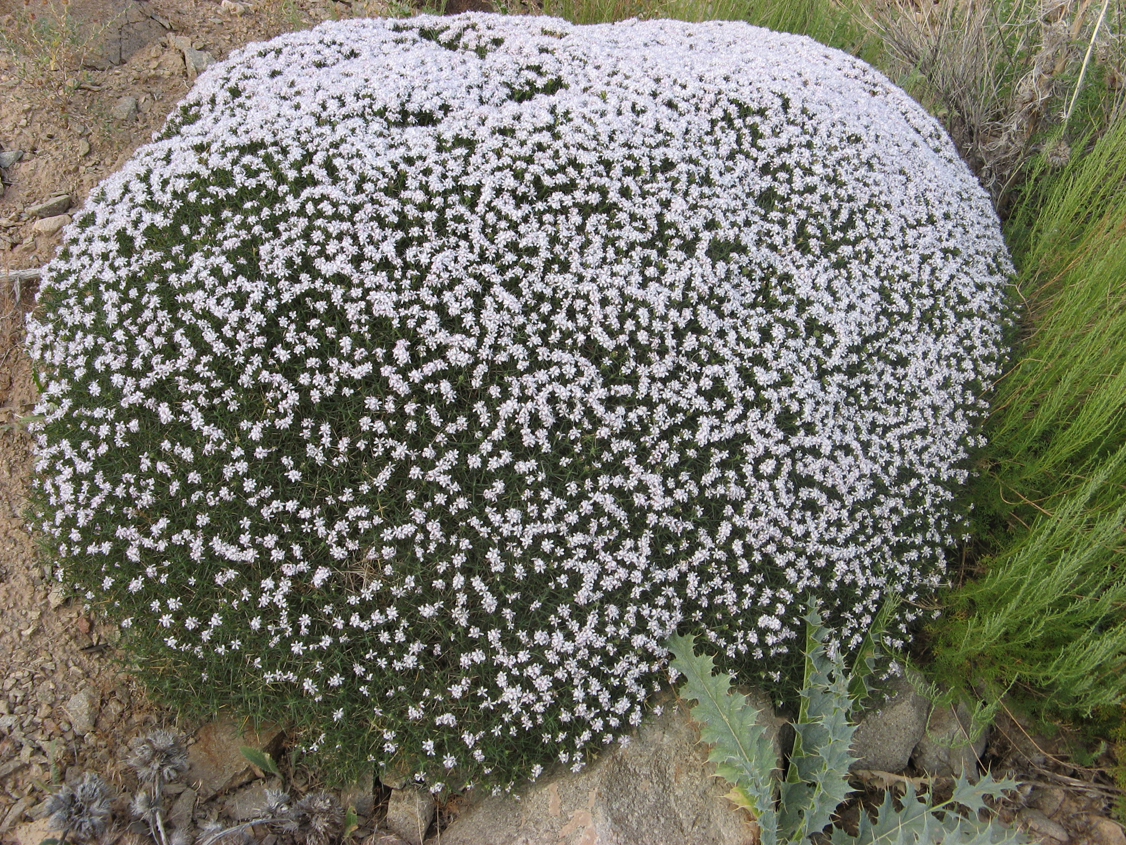
نمونه گونهای روستای زالی۱۳۹۰

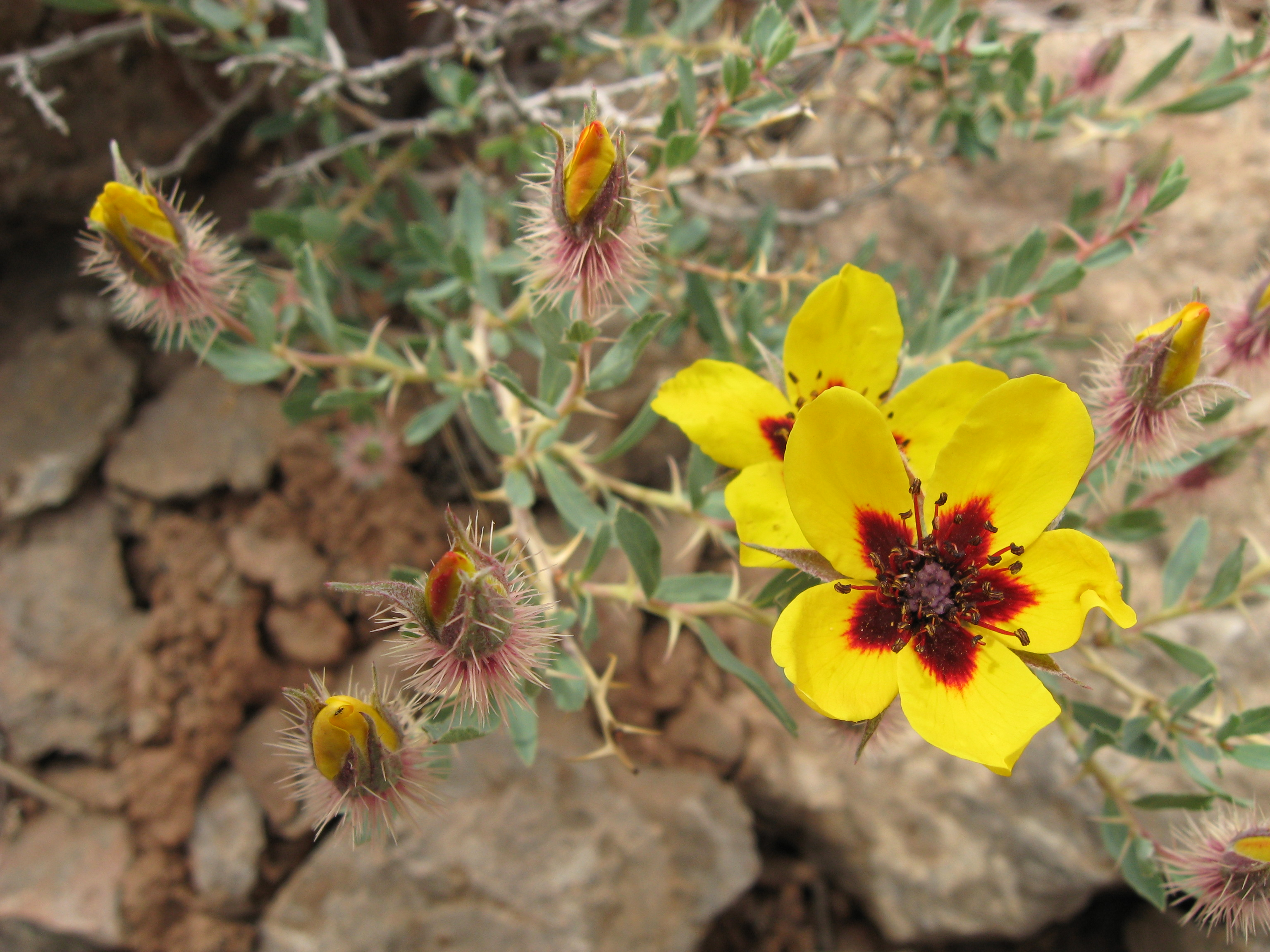
درختچه ورک از پوشش گیاهی روستای زالی، ۱۳۸۶

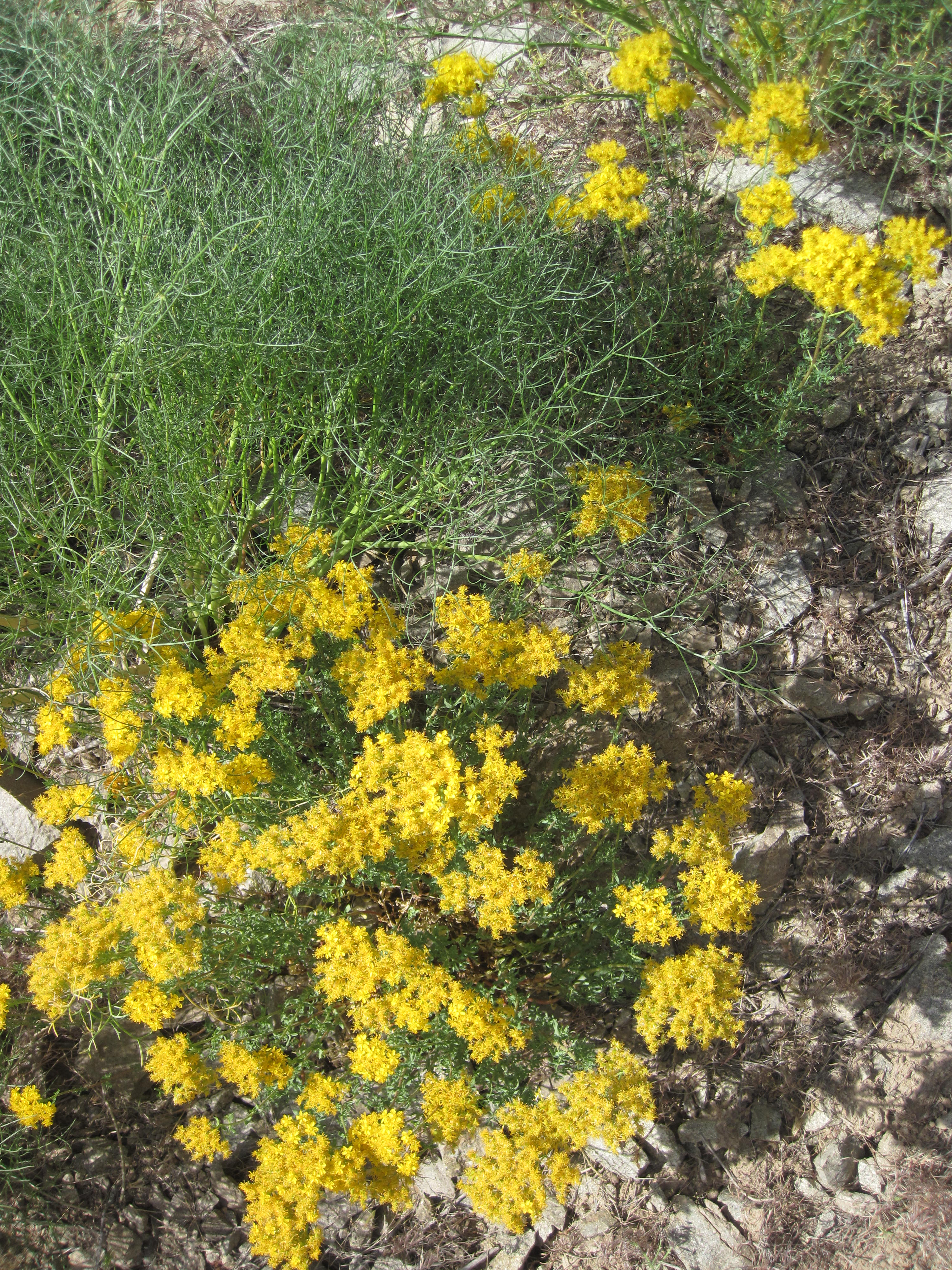
پوشش گیاهی روستای زالی، ۱۳۸۹، عکس از: احمد نیک گفتار

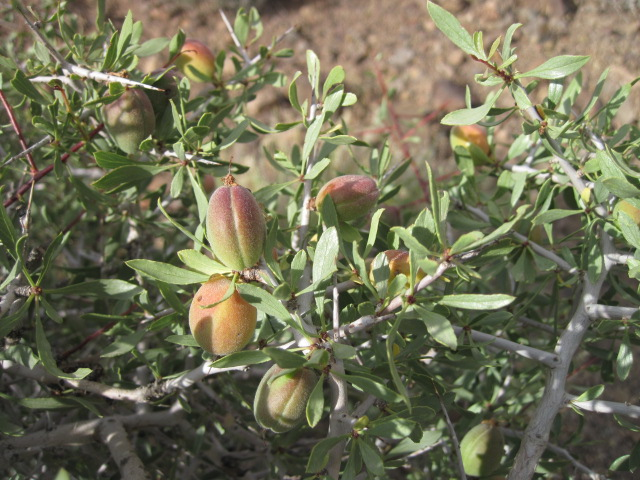
نمونه‌ای ازدرختچه بادامچاهی ازپوشش گیاهی روستای زالی

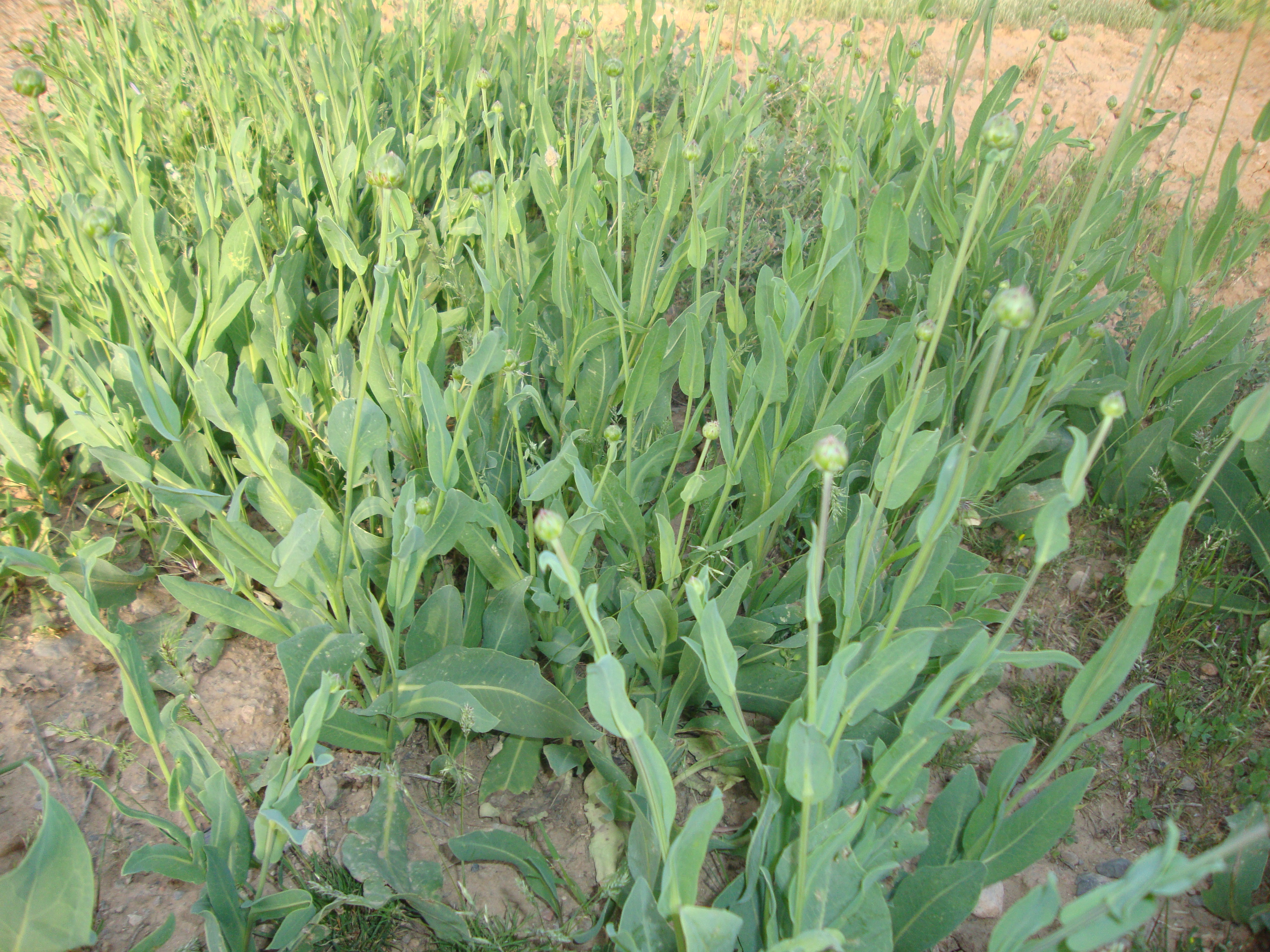
جالوا ازپوشش گیاهی روستای زالی ۱۳۹۱

درخت بادام ازپوشش گیاهی روستای زالی ۱۳۹۱

پوشش گیاهی منطقه رامی توان با توجه به موقعیت جغرافیایی آن به دو قسمت کوهستانی و دشتی طبقه‌بندی کرد:

#### پوشش گیاهی بخش کوهستانی
به غیر از درختان ارس که در بلندیهای شاه جهان، و کوه شاه حسن و به‌طور پراکنده قابل مشاهده می‌باشد، اغلب از درختان پسته، انار، زبان گنجشک، زرشک، ارغوان و انجیر وحشی، بومادران، استاقدوس، قسنی، کتیرا، گون و غیره… تشکیل شده است.

#### پوشش گیاهی بخش دشتی
این بخش به دلیل قرار گرفتن در شرایط آب و هوایی گرم و داشتن زمین‌های رسی دارای گیاهانی چون پیاز کوهی، درمنه، خارشتر، بارهنگ، اسپند، قارچ، پونه، تلخه، تشکیل می‌دهد.

### زمین‌شناسی
شهرستان بام و صفی‌آباد درقسمت جنوبی ارتفاعات شاه جهان قرار گرفته است که که قسمت شمالی آن کوهستانی و قسمت جنوبی (شهر صفی‌آباد) بیشتر حالت دشت به خود می‌گیرد. قدیمی‌ترین سازنده‌های شناخته شده از دولومیت و آهکهای تریلویت دار تشکیل شده که به دوران اول (کامبرین) زمین‌شناسی مربوط می‌شود، به‌علاوه شیل‌های سیاه رنگ (اردوویسین)، ماسه سنگ و شیل سبز رنگ (سیلورین)، ماسه سنگ‌های قرمز رنگ، مارن گچ دارو اهکهای سیاه رنگ دونین نیز متعلق به دوران اول زمین‌شناسی است که در قسمت شمالی ارغیان بخش (دهستان بام) گسترده است. سازنده‌های دوران دوم شامل شیل و ماسه سنگ سبز رنگ (سازنده شمشک) همراه بارگه‌های زغال (زوراستیک تحتانی)، آهک مارنی و مارنهای آمونیت دار (ژوراستیک میانی) و آهک‌های کرم رنگ وتوده‌ای ژوراستک فوقانی (سازندلار) که در بخش رخنمون دارند، سازندهای آهکی این دوران ف به ویژه آهکهای کرتاسه، در رابطه با منابع زیر زمینی حائز اهمیت است. رسوبات دوران سوم از شیل، ماسه سنگ، مارن و سنگ‌های آذرین بیرونی (آندزیت، تراکی آندزیت و توفهای سبز رنگ) تشکیل شده و عمدتاً تأثیر نامطلوب بر منابع آبهای زیر زمینی دارند. رسوبات آبرفتی دوران چهارم که تشکیل دهنده تراسه‌ها، مخروط افکنه‌ها، وارزه‌ها و لس و ماسه بادی است، با گسترش زیادی دشت پایین دست ارتفاعات را فرا گرفته‌اند ولی دشت به وسیله مانعی از مارنهای نئوژن در جنوب محدود می‌گردد.

### کوه‌های شهرستان بام و صفی‌آباد
۱- کوه شاه جهان: این کوه که بلندترین کوه منطقه می‌باشد در بالای روستای نوده شاه جهان قرار دارد و بلندترین قله آن به ارتفاع ۳۱۵۶متر می‌باشد.
۲- کوه جهان ارغیان (یارومجا): این رشته کوه در امتداد کوه شاه جهان قرار دارد که بلندترین قله آن به ۲۲۴۱متر در بالای روستاهای گسگ و قنبر باقی است.
1. کوه حیران: این کوه در منطقه بام قرار دارد و به حیران معروف است وهم مرز بام صفی‌آباد و اول اسفراین است.
2. کوه قر داش: این کوه نیز در کنار روستای بابا قدرت و نصرآباد قرار دارد.
3. کوه تپه سیاه: که در رشته کوه‌های جوین قرار دارد. در دشت صفی‌آباد کنار روستا کلاته آقازاده واقع گردیده است.

۶- کوه پشت پرده: این کوه که به پشت بره معروف است که درروستای گمبروی وبلندترین ارتفاع آن ۱۷۴۳متر می‌باشد.

### ابنیه و امامزاده‌ها
- امامزاده سلطان مصیب
- مقبره بابا قدرت
- آرامگاه شاهزاده محمد
- بقعه شاهزاده حمزه بن موسی

### جاذبه‌های گردشگری
- شهر زیرزمینی جهان بام
- رباط (کاروانسرای) راونیز